# Rheocricotopus barbatus
Rheocricotopus barbatus är en tvåvingeart som först beskrevs av Cindea 1954.  Rheocricotopus barbatus ingår i släktet Rheocricotopus och familjen fjädermyggor.
Artens utbredningsområde är Rumänien. Inga underarter finns listade i Catalogue of Life.